# 17208 Pokrovska
17208 Pokrovska este un asteroid din centura principală de asteroizi.

## Descriere
17208 Pokrovska este un asteroid din centura principală de asteroizi. A fost descoperit pe 5 ianuarie 2000 la Socorro, New Mexico, în cadrul proiectului LINEAR. Asteroidul prezintă o orbită caracterizată de o semiaxă mare de 2,73 ua, o excentricitate de 0,04 și o înclinație de 5,6° în raport cu ecliptica.